# الديرة نت (مسلسل)
الديرة نت هو مسلسل كوميدي من إنتاج التلفزيون السعودي عرض في رمضان عام 1421 الموافق عام 2000. المسلسل من تأليف ليلى عبد العزيز الهلالي، وإخراج عامر الحمود.

## القصة
تدور أحداث مسلسل الديرة نت في إطار كوميدي اجتماعي داخل أحد أحياء مدينة سعودية، حيث تتركز الحلقات حول الحياة اليومية لمجموعة من الجيران والأصدقاء الذين يعيشون مواقف طريفة ومتنوعة تعكس قضايا المجتمع السعودي في بداية الألفية الجديدة. يستعرض المسلسل بأسلوب ساخر التحولات الاجتماعية والثقافية التي طرأت على المجتمع، ويطرح العديد من المواضيع المرتبطة بالتقنية، والبيروقراطية، والعلاقات الأسرية، ومفارقات الحياة الحديثة.
يعتمد العمل على أسلوب الحلقات المنفصلة المتصلة، حيث تقدم كل حلقة قصة جديدة بشخصيات ثابتة، مما يمنح العمل تنوعًا في الطرح ويتيح تسليط الضوء على قضايا مختلفة بشكل خفيف وعفوي. كما يستند المسلسل إلى كوميديا الموقف، ويتميز بأسلوبه البسيط الذي يجمع بين الترفيه والنقد الاجتماعي، مما جعله يحظى بقبول واسع عند عرضه في شهر رمضان المبارك عام 2000.

## طاقم التمثيل
- خالد سامي
- لطيفة المقرن
- شمعة محمد
- فاطمة الحوسني
- عبد الناصر درويش
- عبد المحسن النمر
- فايز المالكي
- اميرة محمد
- سمية الخنة
- ميساء مغربي
- أحمد العبيد
- إبراهيم السويلم
- جعفر الغريب
- زياد الخالدي
- طلال السدر
- احمد العليان
- فيصل الشعيب
- معتز العبدالله
- عادل الزهراني
- سلطان النفيسي